# Eugène Ier
Eugène Ier, né à Rome, est un pape élu le 10 août 654, en charge jusqu'à sa mort le 2 juin 657.
Il est élu du vivant de son prédécesseur Martin Ier que l'exarque de Ravenne Théodore Ier Calliopas, sur l'ordre de l'empereur byzantin Constant II Héraclius, a déposé et envoyé à Constantinople pour y être jugé pour trahison. Soumis donc aux Byzantins, il s'abstient de toute prise de position sur le monothélisme. Au cours de son bref pontificat, il se signale surtout par son zèle pour les pauvres.
Canonisé après sa mort, on le fête le 2 juin.

## Élection inhabituelle
En 649, pour résoudre la crise du monothélisme, le pape Martin Ier convoque un concile à Latran, connu plus tard sous le nom de synode du Latran de 649, sans l'accord de l'empereur d'Orient Constant II Héraclius. L'édit promulgué par le pape condamne le Typos rédigé par Constant II l'année précédente. Celui-ci donne alors l'ordre à l'exergue Théodore Ier Calliopas d'arrêter Martin. C'est fait le 17 juin 653, puis Martin est exilé en Crimée byzantine où il meurt deux ans plus tard. Dans ce contexte et contrairement à la volonté de Martin, Calliopas tente de convoquer une élection. On sait peu de chose sur ce qui s'est passé après le départ de Martin, mais il était courant à cette époque que le Vatican soit gouverné par l'archiprêtre et l'archidiacre[réf. incomplète].
Eugène est un romain de l'Aventin. Son père s'appelle Rustinien ou Rufinianus. Eugène est déjà un prêtre âgé lorsque sous la pression de la papauté byzantine l'élection a lieu à Rome. Le 10 août 654, Eugène est nommé nouveau pape. Il semble que Martin, malgré sa déception, ait accepté de ratifier l'élection[citation nécessaire],.

## Pontificat
Une des premières décisions que prend Eugène est d'envoyer une délégation de légats à Constantinople pour rassurer Constant II et l'assurer qu'il ne prendra aucune position publique contre le monothélisme ni contre les patriarches de Constantinople[réf. incomplète]. Malheureusement les légats, parce qu'ils ont été trompés ou ont été soudoyés, se rendent chez le patriarche byzantin Pierre de Constantinople dont ils rapportent une lettre synodale difficilement compréhensible. Pierre, dans un style alambiqué, s'abstient de préciser sa position sur le nombre de nature du Christ. L'envoyé de Constant II qui accompagne le retour des légats précise qu'Eugène Ier doit entrer en communion avec le patriarche Pierre. La lettre est jugée tellement obscure que la foule la hue pendant sa lecture dans la basilique Sainte-Marie-Majeure et n'autorise le pape à sortir de l'église que s'il s'engage à refuser la demande[réf. incomplète].
Les fonctionnaires impériaux sont furieux de cet affront. Constant II annonce qu'il prendra contre Eugène Ier les mêmes dispositions que contre Martin Ier. Les invasions musulmanes ne lui laisse cependant pas le temps de s'atteler à ce projet mortifère, Eugène Ier termine sa vie le 2 juin 657. Il est enterré dans la vieille basilique Saint-Pierre.
Pendant son pontificat, Eugène consacre vingt-et-un évêques de différentes parties du monde. Il reçoit à Rome le jeune Wilfrid à l'occasion de sa première visite à Rome (vers 654).

## Canonisation
Canonisé après sa mort, on le fête le 2 juin. La cathédrale du diocèse de Santa Rosa en Californie lui est dédiée, la cathédrale Saint Eugène (Santa Rosa, Californie) (en)[réf. nécessaire].